# Norbert Sarnecki

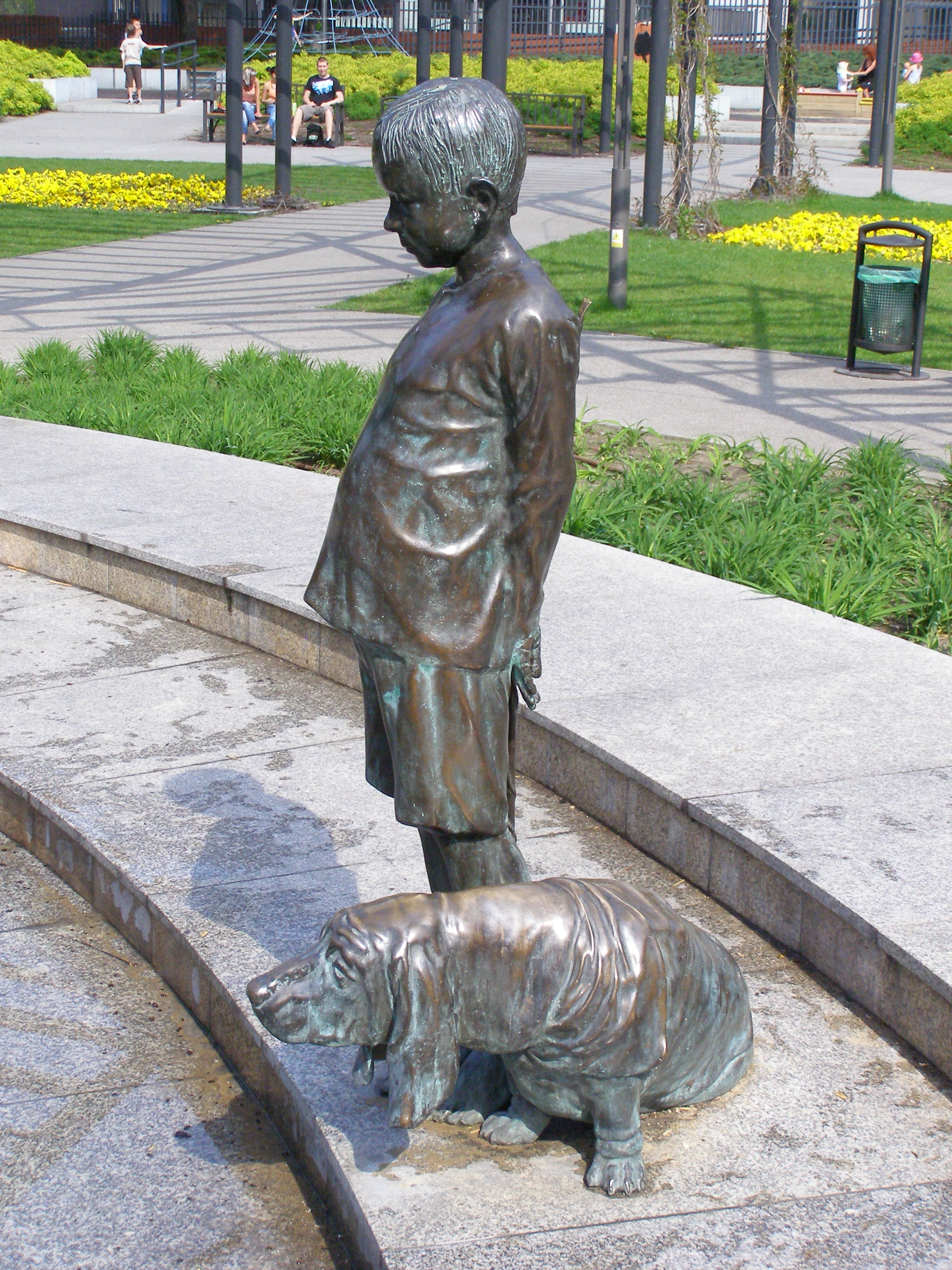
Zielone ogródki im. Zbigniewa Zakrzewskiego w Poznaniu

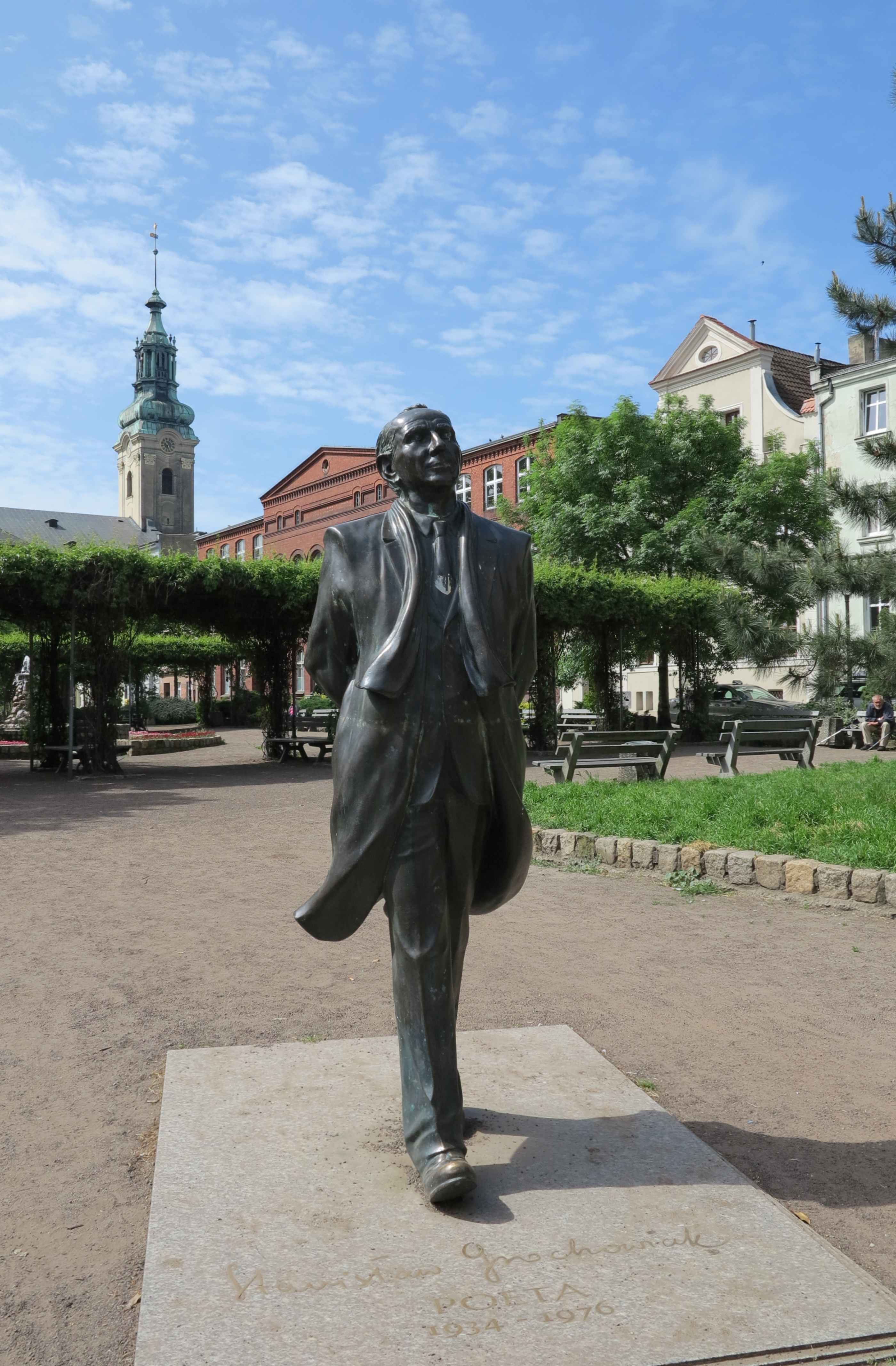
Pomnik Stanisława Grochowiaka w Lesznie odsłonięty w 2016

Norbert Jerzy Sarnecki (ur. 13 listopada 1974 w Kielcach, zm. 1 sierpnia 2025) – polski rzeźbiarz specjalizujący się w tworzeniu form monumentalnych (pomniki, rzeźby ogrodowe, fontanny) oraz małych form rzeźbiarskich.

## Życiorys
W 1994 roku ukończył Państwowe Liceum Sztuk Plastycznych w Kielcach, uzyskując tytuł technika kamieniarstwa artystycznego. W 2001 roku obronił dyplom w Akademii Sztuk Pięknych w Poznaniu na Wydziale Malarstwa, Grafiki i Rzeźby; a w latach 2001-2010 zajmował na tejże uczelni stanowisko asystenta w pracowni rzeźbiarskiej prof. Wojciecha Kujawskiego. W 2010 roku uzyskał stopień doktora sztuki w dziedzinie rzeźby za pracę pt. Nie-pomniki w przestrzeni miasta.
W swojej pracy wykorzystywał materiały takie jak: kamień, drewno, brąz i tworzywa sztuczne.

## Realizacje (wybór)
- Nie-pomnik w Poznaniu
- Ławeczka Williama Heerleina Lindleya w Warszawie
- Ławeczka Stanisława Staszica w Pile
- Zielone Ogródki im. Zbigniewa Zakrzewskiego w Poznaniu
- Pomnik Stanisława Grochowiaka na Placu Metziga w Lesznie[7]

## Wystawy
Wystawy indywidualne
- 2001	Park Sztuki Edison, Baranowo
- 2014	Galeria Miejska, Mosina
- 2014	Galeria Satyrykon, Legnica
- 2014	Galeria „El Arte”, Poznań
- 2017	Novel House, Kamińsko, Poznań

Wystawy zbiorowe
- 2012	Międzynarodowy Konkurs Sport i Sztuka, Warszawa
- 2013	Figurativas, Hiszpania
- 2013	Power of Youth, Chiny
- 2014	Nord Art, Budelsdorf, Niemcy
- 2015	Międzynarodowa Wystawa Rzeźby Fuzhou, Chiny
- 2016	Pałac Królewski, Wrocław
- 2018	Biennale Rzeźby Granitowej, Strzegom
- 2018	Międzynarodowe Sympozjum Rzeźby, Forst, Niemcy
- 2019	Figurativas, Hiszpania

## Nagrody i wyróżnienia
- 2001	Stypendium Ministerstwa Kultury i Sztuki
- 2011	Nagroda Miasta Poznania za pracę doktorską
- 2012	Brązowy Medal PKOL
- 2013	Wyróżnienie i realizacja w konkursie Power of Youth, Nanjing, Chiny
- 2020	Grand Prix Satyrykon